# Koppenberg
Il Koppenberg è una collina situata a Oudenaarde, in Belgio, alta solamente 77 metri sul livello del mare, scalata durante il Giro delle Fiandre, una delle più importanti classiche ciclistiche.
Nonostante la bassa altitudine, il Koppenberg è particolarmente famoso e difficile per le sue aspre pendenze (11% la media, 22% la massima) e il fondo stradale in pavé. Aveva poca importanza nella strategia di corsa poiché era situato troppo lontano dal traguardo: nel 2006 ad esempio era posto al km 185 su un totale di 259, tuttavia dal 2012 è stato avvicinato a 60 km dal traguardo, e nel 2015 a 44 chilometri, ed incide quindi maggiormente per il risultato finale rispetto al passato.

## Storia
Il Koppenberg fu inserito per la prima volta nel percorso del Giro delle Fiandre nel 1975 e comparve ogni anno fino al 1987. Dopo questa data, a causa di un incidente occorso al danese Jesper Skibby, la salita venne tolta dal percorso per ben 15 anni. Fu reintrodotta nel 2002.
Il 5 aprile del 1987, infatti, avvenne un evento sportivamente drammatico al danese Skibby, che dopo essere stato in fuga per 180 km aveva iniziato la salita del Koppenberg con due minuti di vantaggio sul gruppo inseguitore. Stava salendo per la canalina ai lati della stradina in pavé, ma proprio mentre si accentrava sul ciottolato, arrivò l'auto della direzione di corsa che lo urtò, facendolo cadere e investendo la sua bicicletta, che andò distrutta. La sua gara terminò in quel momento e quell'edizione fu poi vinta dal belga Criquielion.
Dal 2002 è stato sempre presente nel percorso del Fiandre, salvo che nel 2007 quando venne escluso per lavori di ripristino del manto stradale. La salita è presente anche nel Koppenbergcross, gara di ciclocross annuale che si disputa a Oudenaarde.